# Араниси
Араниси (груз. არანისი) — деревня в Душетском муниципалитете региона Мцхета-Мтианети, Грузия.
Расположена на правом берегу реки Арагви, на высоте 1000 м над уровнем моря, недалеко от Военно-Грузинской дороги и в 13 километрах от Душети.

## Демография
Согласно переписи населения 2014 года в деревне проживает 70 человек.

## История
В книге Платона Игнатьевича Иоселиани есть описание торжества на праздник Вознесения Господня, традиционно проводившегося в Араниси.

## Известные жители
Араниси — родина Героя Советского Союза Захара Хиталишвили и известного литератора Михаила Зандукели.

## Достопримечательности
Аранисиевская церковь (XVIII—XIX века).